# ケリー・トランプ

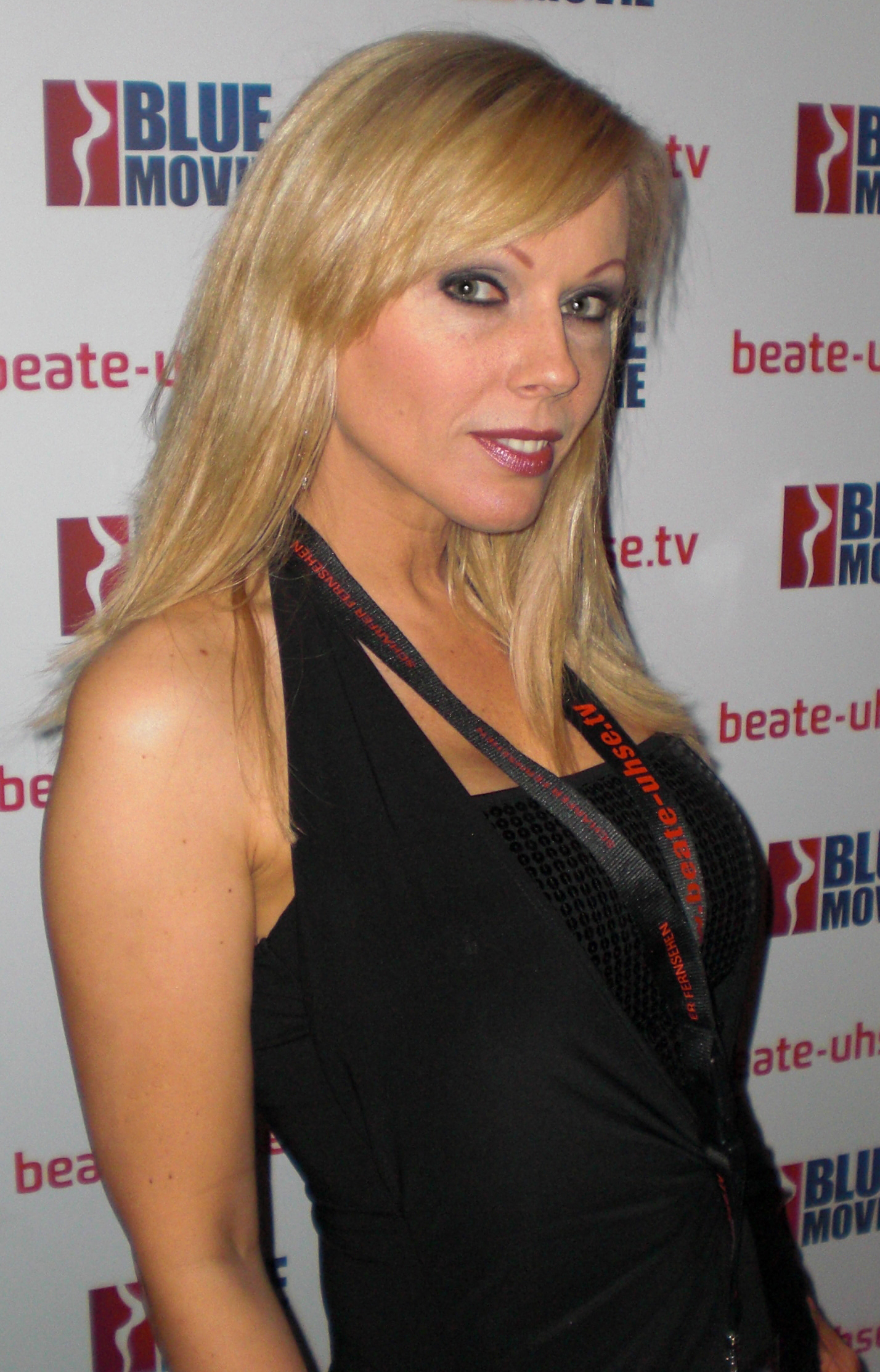
ケリー・トランプ

ケリー・トランプ（Kelly Trump, 1970年8月27日 - ）は、ボトロップ出身のドイツの元ポルノ女優である。身長164センチ。
ケリー・トランプは歯科衛生士として教育を受け、ダンサーとしても活動していた。1994年友人にヌードモデルの仕事を受けるかどうか尋ねられ、とある映画に出演したところ撮影開始後、出演している映画がポルノ映画だと知らされる。しかし彼女はこの経験からポルノ産業へ身を投ずることを決めた。
00Sexシリーズ（ジェームス・ボンドシリーズのパロディ）や、マタ・ハリ（実在の女スパイを題材にしたポルノ映画）など、パロディものやストーリーものの出演が多い。2001年引退。引退後は主にテレビ番組で司会を務めるなどして活躍している。